# アイビーネット
株式会社アイビーネットは、オープンハウスグループ傘下の貸金業者である。

## 概要
1997年5月に伊藤忠商事グループにおいて金融事業を担う貸金業者として大阪市にて設立された。2007年8月に株主が株式会社オープンハウス（現・オープンハウスグループ）に移動し、それに伴い現商号に変更した。
2017年7月にオープンハウスグループが販売する投資用のアメリカ不動産を担保とした不動産担保ローン「プラチナモーゲージ」の取扱いを開始。2020年11月に融資実績「300億円」、2022年10月に融資実績「500億円」、2024年5月に融資実績「1000億円」を達成。
2018年12月に金融業界出身の高舛啓次（元三井住友銀行役員）が代表取締役に就任し、事業の多角化を加速し、内部統制の整備を推進する。
2019年6月に国内不動産事業者向けに不動産担保ローンの取扱いを開始。オープンハウスグループの情報力と信用力を背景に「スピード融資」で差別化する営業により、首都圏を中心に実績を伸長し、2021年3月に融資実績「100億円」、2023年1月に融資実績「300億円」、2024年3月に融資実績「500億円」を達成。2020年12月に不動産担保ローンの大阪営業所を開設。
2019年8月にオープンハウスグループの戸建住宅販売事業の金融機能を担う事業として、住宅金融事業者が取扱う「フラット35」の取次代理店事業を開始。オリックス・クレジット、クレディセゾン、カシワバラ・アシスト、日本モーゲージサービスの代理店業務を受託していた（2024年10月グループ会社に業務移管）。

## 沿革
- 1997年（平成9年）
  - 5月 - 伊藤忠商事の100%出資によりエッチアンドジークレジット株式会社を設立。
  - 8月 - 貸金業者登録（大阪府知事）。
- 2000年（平成12年）1月 - イトーピアビジネスネット株式会社に商号変更。
- 2004年（平成16年）5月 - 貸金業者の登録を近畿財務局に変更。
- 2007年（平成19年）8月 - 株式会社オープンハウス（現・オープンハウスグループ）が株式の67%を取得し、筆頭株主が移動。それに伴い、株式会社アイビーネットに商号変更。
- 2010年（平成22年）9月 - オープンハウスが伊藤忠商事の残りの持分を追加取得し、100％子会社化。
- 2017年（平成29年）7月 - 銀座に海外事業部を開設。米国不動産担保ローンの取扱を開始。
- 2018年（平成30年）12月 - 高舛啓次が代表取締役に就任。
- 2019年（令和元年）
  - 6月 - 渋谷に国内事業部開設、不動産事業者向けローンの取扱を開始。
  - 7月 - 株式会社ジェイ・モーゲージバンク（現・カシワバラ・アシスト）と代理店契約を締結。
  - 8月 - 渋谷に住宅ローン事業部を開設。住宅ローン取次代理店事業を開始。
  - 10月 - 株式会社クレディセゾンと代理店契約を締結。
- 2021年（令和3年）
  - 2月 - オリックス・クレジット株式会社と代理店契約を締結。
  - 3月 - 米国不動産担保ローンの債権流動化1号案件を実現[2]。
  - 10月 - 貸金業登録更新（近畿財務局長(5)第00811号）。
- 2022年（令和4年）12月 - 濱地功二が代表取締役、高舛啓次が取締役会長にそれぞれ就任。
- 2023年（令和5年）
  - 1月 - 銀座・渋谷オフィスを統合移転し、丸の内オフィスを開設。
  - 3月 - 日本モーゲージサービス株式会社と代理店契約を締結。
  - 9月 - 株式会社日本格付研究所より債権格付「A」を取得し[3]、米国不動産担保ローンの債権流動化[4][5]を実現。
- 2024年（令和6年）
  - 8月 - 昨年に続き、株式会社日本格付研究所より債権格付「A」を取得し[6]、米国不動産担保ローンの債権流動化[7][8]を実現。
  - 10月 - フラット35代理店業務をグループ会社に移管。
  - 10月 - 貸金業登録更新（近畿財務局長(6)第00811号）。
- 2025年（令和7年）
  - 4月 - 昨年に続き、株式会社日本格付研究所より債権格付「A」を取得し[9]、米国不動産担保ローンの債権流動化を実現。

## 拠点
- 丸の内オフィス - 東京都千代田区丸の内3-3-1　新東京ビル7階
- 大阪オフィス - 大阪府大阪市淀川区西中島5-14-5　ニッセイ新大阪南口ビル6階